# Jizerská oblast tmavé oblohy

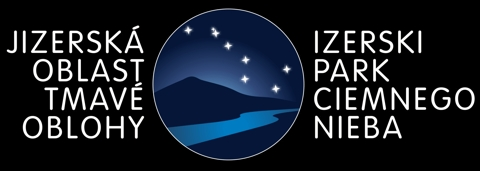
Logo Jizerské oblasti tmavé oblohy

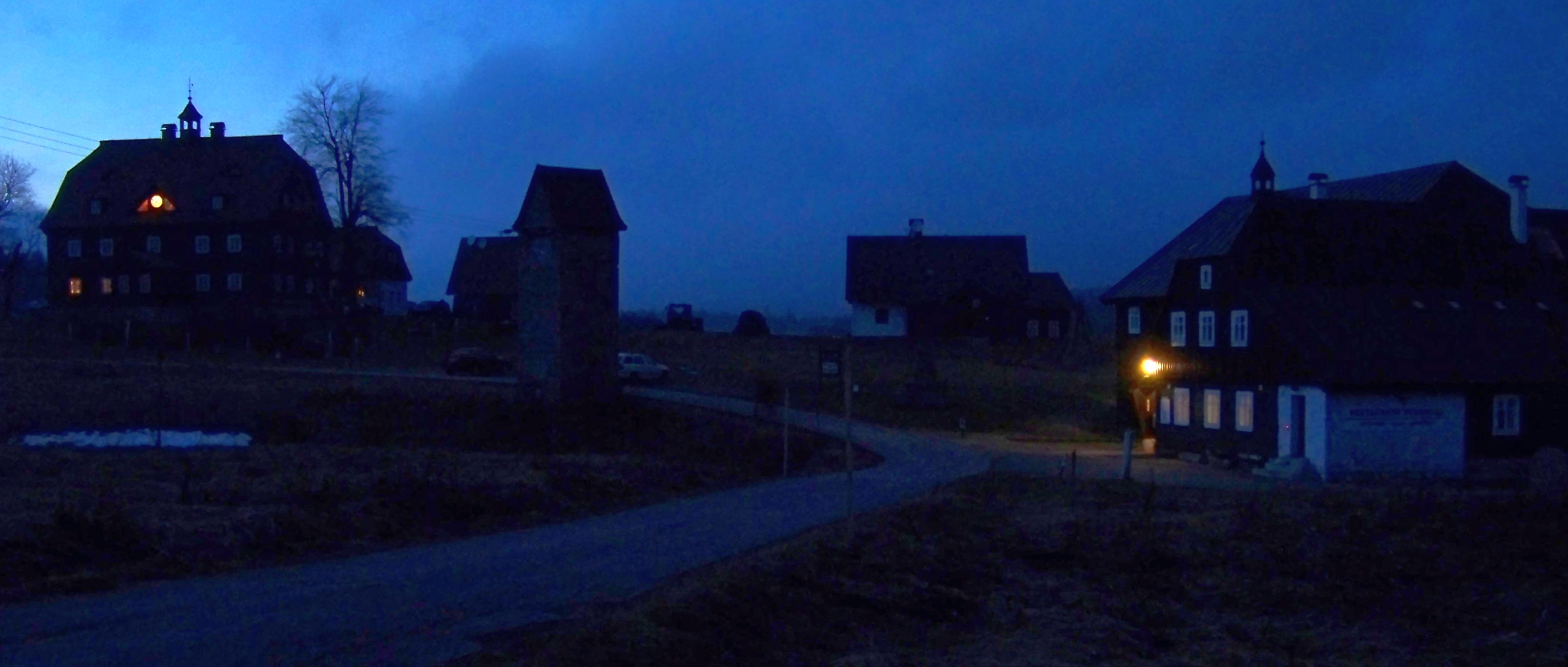
Osada Jizerka (Panský dům a hotel Pyramida) za soumraku. V osadě není veřejné osvětlení.

Jizerská oblast tmavé oblohy (zkráceně JOTO, polsky Izerski park ciemnego nieba, anglicky Izera Dark Sky Park) je první mezinárodní park tmavé oblohy na světě. Nachází se v téměř neobydlené části Jizerských hor a leží z poloviny na české a polské straně Jizerských hor. Park slouží především k informování široké veřejnosti o problematice světelného znečištění, a také k ochraně přírody a životního prostředí.

## Založení parku
Iniciativa o vytvoření parku tmavé oblohy v Jizerských horách přišla z Astronomického ústavu Univerzity ve Vratislavi v Polsku. K ní se přidaly další instituce – Astronomický ústav AV ČR, v.v.i., Agentura ochrany přírody a krajiny ČR – Správa CHKO Jizerské hory, Nadleśnictwo Świeradów Zdroj, Nadleśnictwo Szklarska Poreba a Lesy ČR, krajské ředitelství Liberec. Tyto instituce 4. listopadu 2009, v rámci Mezinárodního roku astronomie, společně vyhlásily Jizerskou oblast tmavé oblohy.

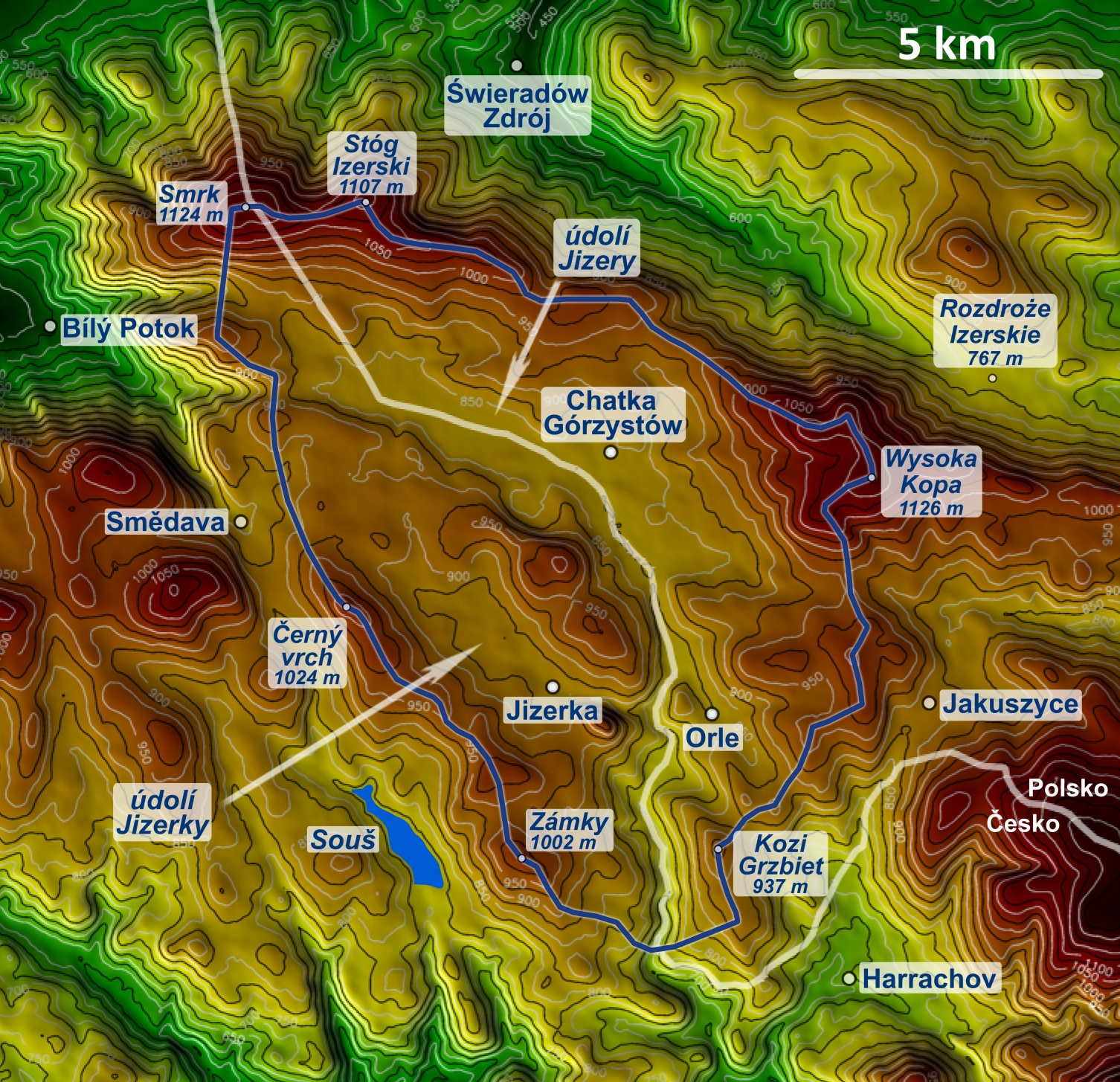
Hranice Jizerské oblasti tmavé oblohy

## Umístění a účel parku
Jizerská oblast tmavé oblohy zaujímá rozlohu necelých 75 km2. Nachází se v téměř neobydlené části Jizerských hor a leží z poloviny na české a polské straně Jizerských hor. Na české straně sahá od osady Jizerka po horu Smrk, v Polsku pokračuje po Vysokém jizerském hřebeni, obepíná Velkou Jizerskou louku a osadu Orle.
Oblast má několik funkcí. Především informuje širokou veřejnost o problematice světelného znečištění. Zde je noční obloha daleko tmavší, než obloha ve městech a jejich okolí. Další důležitou funkcí je ochrana přírody a životního prostředí. V JOTO se koná řada astronomických akcí pro veřejnost (přednášky, pozorování oblohy), na kterých se podílí pobočka České astronomické společnosti Klub astronomů Liberecka a další instituce.. JOTO je na polské straně součástí astro-turistického projektu Astro Izery.

## Tmavost noční oblohy
Ačkoli je noční obloha v Jizerské oblasti tmavé oblohy výrazně tmavší než ve městech, ani zde není přírodně tmavá. Vliv světelného znečištění z měst se táhne na desítky kilometrů daleko. Průměrný jas oblohy v osadě Jizerka je přibližně 21,30 MSA (ten je závislý na roční době a aktuálních meteorologických podmínkách). Jas oblohy na Jizerce je tedy přibližně dvakrát vyšší, než přírodně tmavá obloha bez vlivu světelného znečištění. Přírodně tmavé noční nebe se v hustě osídlené střední Evropě již prakticky nevyskytuje. Nejvýraznějšími zdroji světelného znečištění, které lze z oblasti spatřit, jsou města Liberec, Jablonec nad Nisou, Tanvald a Jelení Hora. Kvalita oblohy vyjádřená Bortleově stupnicí je zde na úrovni 4, výjimečně za velmi dobrých podmínek může dosáhnout stupně 3.

## Parky tmavé oblohy ve světě
Na světě existuje několik desítek parků a rezervací s cílem informovat veřejnost o problematice světelného znečištění a chránit životní prostředí. Jizerská oblast tmavé oblohy se stala prvním parkem, který leží na území více než jednoho státu. V roce 2013 vznikla na česko-slovenském pomezí Beskydská oblast tmavé oblohy. Jde o druhou oblast tmavé oblohy v České republice. Současně je to druhý park tmavé oblohy na světě, který zasahuje na území více než jednoho státu. Česká republika je tedy jediná země na světě, kde jsou dvě přeshraniční oblasti tmavé oblohy. V roce 2014 vznikla na Manětínsku třetí oblast tmavé oblohy v České republice (není přeshraniční).
Na Slovensku se dále nachází Park tmavej oblohy Poloniny, v Maďarsku Zselic a Hortobágy. Většina parků tmavé oblohy se nachází v USA a Kanadě.

## Odkazy

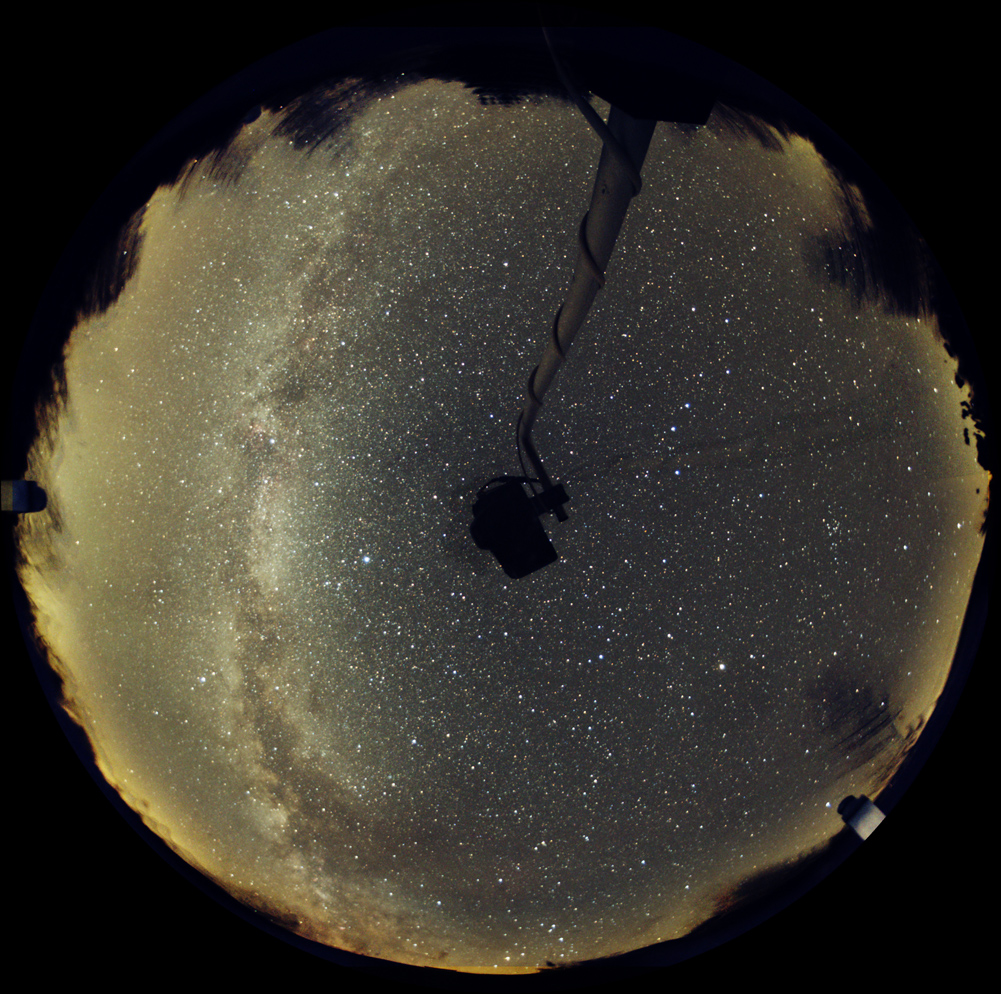
Obloha nad Jizerskou oblastí tmavé oblohy. V zenitu je obloha temná, ale podél obzoru je patrné světlo ze vzdálených měst.